# ويبستر ولس
ويبستر ولس (بالإنجليزية: Webster Wells) هو رياضياتي أمريكي، ولد في 4 سبتمبر 1851، وتوفي في 23 مايو 1916.